# Уралан-д
«Уралан»-д — российский футбольный клуб из Элисты. Дублирующий состав (фарм-клуб) «Уралана».
Основан в 1992 году под названием «Гилян». В том же году принял участие в Первенстве КФК — в зоне 5 («Поволжье») занял 2-е место, и турнире «Футбол России» — занял 4-е место. На профессиональном (нелюбительском уровне) выступал в 1993—1996 годах во второй и третьей лигах (по ходу сезона 1993 года сменил название на «Байсачнр», с 1994 года — «Уралан»-д). Лучшее достижение — 10 место в 1-й зоне второй лиги в 1993 году.
В 1997—2001 годах дубль «Уралана» играл в Первенстве КФК.
В 2001 году появился Турнир дублёров РФПЛ и в 2002 году дублирующий состав вышедшего в Премьер-лигу «Уралана» был заявлен туда, команда, тренировал которую Леонид Слуцкий, заняла 3-е место в 2002 году и 2-е — в 2003-м.
В Первенстве КФК в 2002—2003 годах участвовала команда «Уралан-3», в 2004 году — команда «Улан Залата-Уралан», появившаяся в результате объединения «Уралана-3» и команды «Улан Залата» (Лагань), также в 2002—2003 годах выступавшей в Первенстве КФК.
В 2005 году вылетевший в 2004 году из Первого дивизиона и исключённый из ПФЛ «Уралан» был возрождён под названием «Элиста» и играл в Первенстве России среди ЛФК/КФК (ЛФЛ). Дубль «Элисты» в 2005 году принял участие в Лиге чемпионов Южного и Северо-Кавказского федеральных округов, в 2006 году играл в ЛФЛ. В 2005—2007 годах в ЛФЛ также играла команда «Уралан Залата» (Лагань).
Также у «Уралана» в 2002—2003 годах был ещё один фарм-клуб — московский «Уралан-ПЛЮС», выступал во втором дивизионе.